# Džebel Barkal
Džebel Barkal ali Gebel Barkal (arabsko   جبل بركل‎) je zelo majhen hrib  v mestu Karima v državi Severni Sudan  kakšnih 400 km severno od Kartuma. Hrib stoji na velikem zavoju Nila v Nubiji. Visok je 98 m in ima plosk vrh. V preteklosti je domnevno služil kot  orientacijski znak na pomembni trgovski poti med centralno Afriko, Arabijo in Egiptom in kazal, kje je najlažji prehod preko Nila. Leta 2003 je bil skupaj z zgodovinskim mestom Napata ob njegovem vznožju uvrščen na seznam  Unescove svetovne dediščine.

## Zgodovina
Okoli leta 1450 pr. n. št. je faraon Tutmoz III. razširil svoje kraljestvo proti jugu in določil Džebel Barkal za njegovo južno mejo. Od tam se je odpravil na vojni pohod proti Napati, ki je tristo let kasneje postala glavno mesto neodvisnega Kraljestva Kuš. Nubijski faraon Pije  iz Petindvajsete egipčanske  dinastije je zelo povečal Amonov tempelj pod Džebel Barkalom, zgrajen v Novem kraljestvu,  in v 20. letu svojega vladanja postavil svojo stelo zmage.

## Ruševine
V ruševinah pod Džebel Barkalom je najmanj trinajst templjev in tri palače, ki so jih evropski raziskovalci prvič opisali v 20. letih 19. stoletja. Leta 1862 je egiptovski častnik odkril pet napisov iz tretjega vmesnega obdobja Egipta in jih poslal v Kairo. Prave znanstvene raziskave so se začele šele leta 1916 pod pokroviteljstvom Harvardske univerze in Muzeja lepih umetnosti v Bostonu in vodstvom Georgea Reisnerja. V 70. letih 20. stoletja je raziskave nadaljevala ekipa znanstvenikov iz rimske univerze La Sapienza pod vodstvom Sergia Donadonija, kateri se je v 80. letih pridružila skupina raziskovalcev iz Bostonskega muzeja pod vodstvom Timothyja  Kendalla. Velike templje, kot je Amonov, ima lokalno prebivalstvo še vedno za svete. 

## Piramide
Džebel Barkal je v obdobju Kraljestva Kuš služil za kraljevo pokopališče. Najstarejši pokopi datirajo v 3. stoletje pr. n. št.:
- Bar. 1: kralj iz sredine 1. stoletja pr. n. št.
- Bar. 2: kralj Terikas (okoli 29-25 pr. n. št.)
- Bar. 4: kraljica Amenirenas ? (1. stoletje pr. n. št.)
- Bar. 6: kraljica Navidemak (1. stoletje pr. n. št.)
- Bar. 7: kralj Sabrakamani ? (3. stoletje pr. n. št.)
- Bar. 9: kraljica iz zgodnjega  2.  stoletja pr. n. št.
- Bar. 11: kralj Aktisanes ali  Arjamani (3. stoletje pr. n. št.)
- Bar. 14: kralj Aktisanes ali  Arjamani (3. stoletje pr. n. št.)
- Bar. 15: kralj Kaš (3. stoletje pr. n. št.)

## Galerija
- Piramide pri Džebel  Barkalu
- Piramide v južni skupini
- Zadnji stoječi stebri Amonovega templja v Napati pod Džebel  Barkalom
- Piramida
- Kamnit kip

## Sklica
1. ↑  A. Reisner: Historical Inscriptions from Gebel Barkal,  Sudan Notes and Records  4 (1921): 59-75.
2. ↑  László Török: The kingdom of Kush, Handbook of the Napatan-Meroitic Civilization.